# Vjerojatnost
Vjerojatnost je pojam povezan s predviđanjem i analizom slučajnih pojava. U filozofiji postoje različite interpretacije vjerojatnosti. U matematici se vjerojatnošću bavi teorija vjerojatnosti.